# ジョン・ハムデン

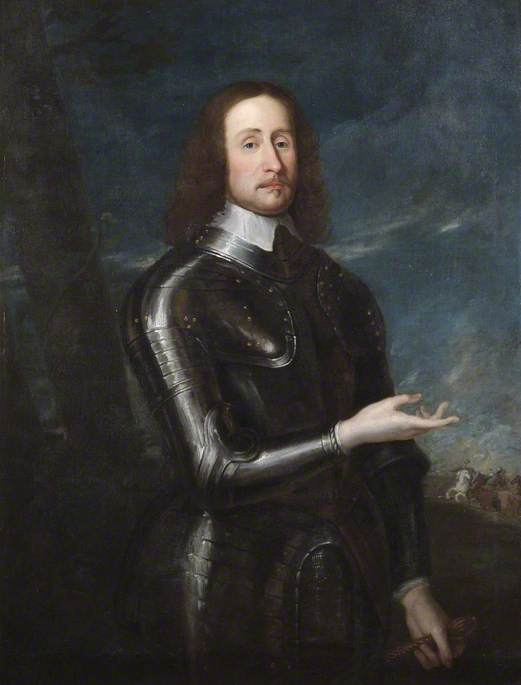
ジョン・ハムデン

ジョン・ハムデン（英：John Hampden, 1594年 - 1643年6月24日）は、清教徒革命（イングランド内戦）期の17世紀イングランドの政治家・軍人。オリバー・クロムウェルの従兄に当たる。姓はハンプデンとも。

## 生涯
バッキンガムシャーのジェントリの家柄に生まれる。父はウィリアム・ハムデン、母はヘンリー・クロムウェルの次女エリザベスでオリバー・クロムウェルの伯母に当たる。クロムウェルは母方の従弟に当たるほか、彼とハムデンを含む多くの親戚がジョン・ピムを中心とした反国王派グループに加わり行動を共にし、ウォリック伯ロバート・リッチ、ブルック男爵ロバート・グレヴィル、セイ＝シール子爵ウィリアム・ファインズらピューリタンと組んでプロヴィデンス島会社の経営に携わり、後の戦争でも活躍していった。オックスフォード大学、法曹院を卒業し1621年から庶民院議員になった。
戦費調達の件で国王チャールズ1世が議会と対立し、1627年に国王は地主に公債貸付を強制的に割り当てる方法を考案し、貸付額を査定する委員を地方に派遣した。バッキンガムシャーでの委員会に出席した若いハムデンは、「マグナ・カルタを破る者に対する呪詛」を盾にして、公債の割り当てに反抗、この行為に対する刑罰としてゲートハウスに幽閉された。1628年に開かれた第三議会の前に釈放されたが、監禁の厳重さのためその風貌はすっかり変わっていたという。また当時政府の弾圧でピューリタンが海外へ亡命していたため、ハムデンも一時はコネチカット州への移住を考えていたという。
かねてからチャールズ1世が一般税として全国に課すことを提案していた船舶税についてハムデンは、この税は国王の力を不当に強めることとなり、イングランドの自由にとって危険であると考えた。1636年1月、ハムデンは船舶税が不法な税であると公言し、国民の精神を奮起させるべく活動を再開した。船舶税支払いを拒否したため政府に訴追され、1637年11月にハムデンを被告とする公裁判が始まり（親戚の1人オリバー・シンジョンが弁護人となる）、翌1638年4月に「任意の課税を禁じるどのような法律があったとしても、王の意思に反して抗弁することは許されない」という有罪判決を下した。しかしハムデン裁判の成り行きはイングランド世論の焦点となり、彼の名は国王への反抗の旗印となる。
1640年の短期議会直前にハムデンはピムと共にイングランド全土を遊説し庶民院を組織する。11月に長期議会が開かれるとピムと並ぶ庶民院指導者となり、ストラフォード伯トマス・ウェントワース弾劾、議会の大諫奏（大抗議文）作成に尽力した。12月にハムデン事件の判決は破棄され、1641年8月に船舶税は非合法と宣告された。しかし議会での勢力巻き返しを図るチャールズ1世は、スコットランドと文書を往復したという容疑によりハムデンとピム、アーサー・ヘジルリッジ、デンジル・ホリス、ウィリアム・ストロードの5人の議員を反逆罪で告発した。1642年1月4日、チャールズ1世自らが5議員を逮捕しに庶民院に来るが、内報により5議員は事前に逃れ去る。こうして議会派と王党派の対決は避けられなくなったばかりか、議会派内部も大抗議文がきっかけでハムデン・ピムらが率いる急進派（独立派）と穏健派（長老派）に分裂することになる。
7月から国王との戦争に備えて議会が行政機関として創設した公安委員会の指導者としてハムデンとピムが選出された。8月に第一次イングランド内戦が始まると9月にハムデンは議会軍の大佐に任命され、議会軍総司令官のエセックス伯ロバート・デヴァルーに従い私的に故郷から兵士を徴募し訓練を始め、王党派の徴兵を妨害した。しかし10月23日にチャールズ1世の甥ルパートが率いる国王軍と議会軍がエッジヒルの戦いで引き分けて以降、内戦は議会軍劣勢のまま進行し、翌1643年6月18日にルパート率いる国王軍とハムデンを主将とする議会軍が会戦（チャルグローヴ・フィールドの戦い）、敗れたハムデンは重傷を負って戦場から去り、6日後の24日に死ぬ。12月にピムも病死、彼等の遺志はクロムウェルに引き継がれ、鉄騎隊結成を始め軍事改革を推進、内戦を議会派勝利に導いていった。